# Kuččaro
Kuččaro je kaldera vulkanického původu, nacházející se v severovýchodní části ostrova Hokkaidó. S rozměry 20 × 26 km je to největší ze skupiny kalder, nacházejících se v této části ostrova. Vznikla přibližně před 340 000 lety, její formování bylo ukončeno před 30 000 lety. V současnosti je její západní část zalitá vodou, čímž vytváří jezero stejného jména.
Postkalderový dacitový-ryolitový lávový komplex Nakadžima vytváří ostrov v jezeře. Východně od jezera se nachází mladý stratovulkán Atosanupuri (doba poslední erupce 10 000 až 1 000 let), v jeho okolí, jakož i na březích jezera se nacházejí aktivní fumaroly.